# 内田種臣
内田 種臣（うちだ たねおみ、1943年 - ）は、日本の哲学者。

## 経歴
1943年、佐賀県で生まれた。早稲田大学第一文学部で学び、卒業。同大学文学研究科に進み、満期退学。
修了後は、武蔵野美術大学、東洋大学で非常勤講師を務めた。1983年、ハーバード大学イェンチン研究所客員研究員＆アソシエイツとなった。
1985年に早稲田大学理工学部教授に就いた。のち、早稲田大学理工学術院（基幹理工学部表現工学科）教授に配置換え（2011年3月まで。2000年より、早稲田大学熊野文化研究所所長を務め、2005年11月に退任した。

## 著作
単著
- 『様相の論理』早稲田大学出版部 1978

共著
- 『新時代の哲学』大窪徳行・藤川吉美共編、北樹出版 1992
- 『Intermedia：メディアと芸術の相関を思考する（theoria）』早稲田大学国際情報通信研究科メディアデザイン研究室編、トランスアート 2003

訳書
- 『認識と信念：認識と信念の論理序説』ヤーッコ・ヒンティッカ著、永井成男共訳、紀伊国屋書店 1975
- 『カルナップ哲学論集』 ルドルフ・カルナップ著、内井惣七・竹尾治一郎・永井成男共訳、紀伊國屋書店 1977
- 『対話の論理：弁証法再考』ニコラス・レッシャー著、紀伊国屋書店 1981
- 『記号学』(パース著作集 2) チャールズ・サンダース・パース著、勁草書房 1986
- 『記号理論の基礎』チャールズ・W・モリス著、小林昭世共訳、勁草書房 1988
- 『ヒューマン・ポテンシャル：教育哲学からの考察』イズラエル・シェフラー著、高頭直樹共訳、勁草書房 1994
- 『意味論と語用論の現在』ジェフリー・リーチ著、木下裕昭共訳、理想社 2007